# Tank (Pakistán)
Tank es una localidad de Pakistán, en la provincia de Khyber Pakhtunkhwa.

## Demografía
Según estimación 2010 contaba con 42650 habitantes.